# Limulidae
Los limúlidos (Limulidae) son una familia de artrópodos xifosuros marinos y de aguas salobres. Se conocen comúnmente como cangrejos herradura, aunque  no son realmente cangrejos, ni siquiera crustáceos, sino un orden diferente de artrópodos.
Viven sobre todo en aguas costeras poco profundas y en fondos blandos, arenosos o fangosos. Suelen desovar en la zona intermareal durante las pleamares altas de primavera. Es un alimento habitual en Asia y se utiliza como cebo para la pesca, como fertilizante y en la industria farmacéutica (especialmente Limulus polyphemus). En los últimos años su población ha disminuido como consecuencia de la destrucción de hábitat costero y la sobreexplotación. Carcinoscorpius rotundicauda puede contener tetrodotoxina, una potente neurotoxina.
Dado que su origen se remonta a hace 244 millones de años, se califican a menudo como «fósiles vivientes». Un análisis molecular de 2019 los sitúa como grupo hermano de Ricinulei dentro de Arachnida.

## Taxonomía

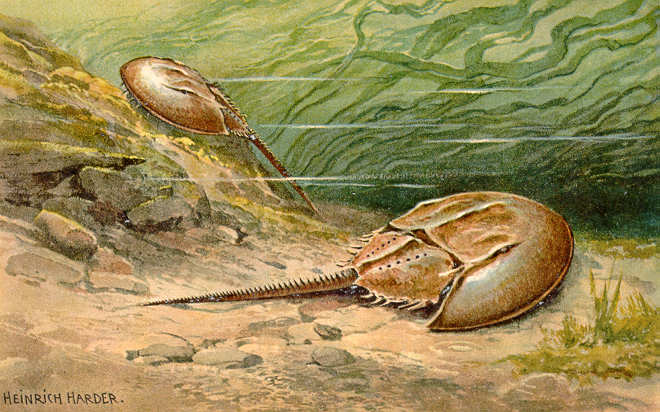
Pintura de Heinrich Harder, c. 1916

Aunque su aspecto es similar a los crustáceos, pertenecen a Chelicerata, otro subfilo de artrópodos. Están estrechamente relacionados con los extintos euriptéridos (escorpiones marinos), que incluyen algunos de los mayores artrópodos que han existido, y ambos pueden ser grupos hermanos. Otros estudios han situado a los euriptéridos más próximos a los arácnidos en un grupo denominado Merostomata. También se cree que los enigmáticos Chasmataspidida están estrechamente relacionados con los cangrejos herradura. Los primeros fósiles de Limulidae se encuentran en estratos de finales del Ordovícico, hace unos 450 millones de años.
Limulidae es la única familia reciente del orden Xiphosura y contiene las cuatro especies vivas de cangrejos herradura:
- Carcinoscorpius rotundicauda, que se encuentra en el sur y el sudeste de Asia
- Limulus polyphemus, que se encuentra en la costa atlántica de América del Norte y en el golfo de México
- Tachypleus gigas, que se encuentra en el sur y sureste de Asia
- Tachypleus tridentatus, que se encuentra en el sudeste y el este de Asia

## Anatomía y comportamiento

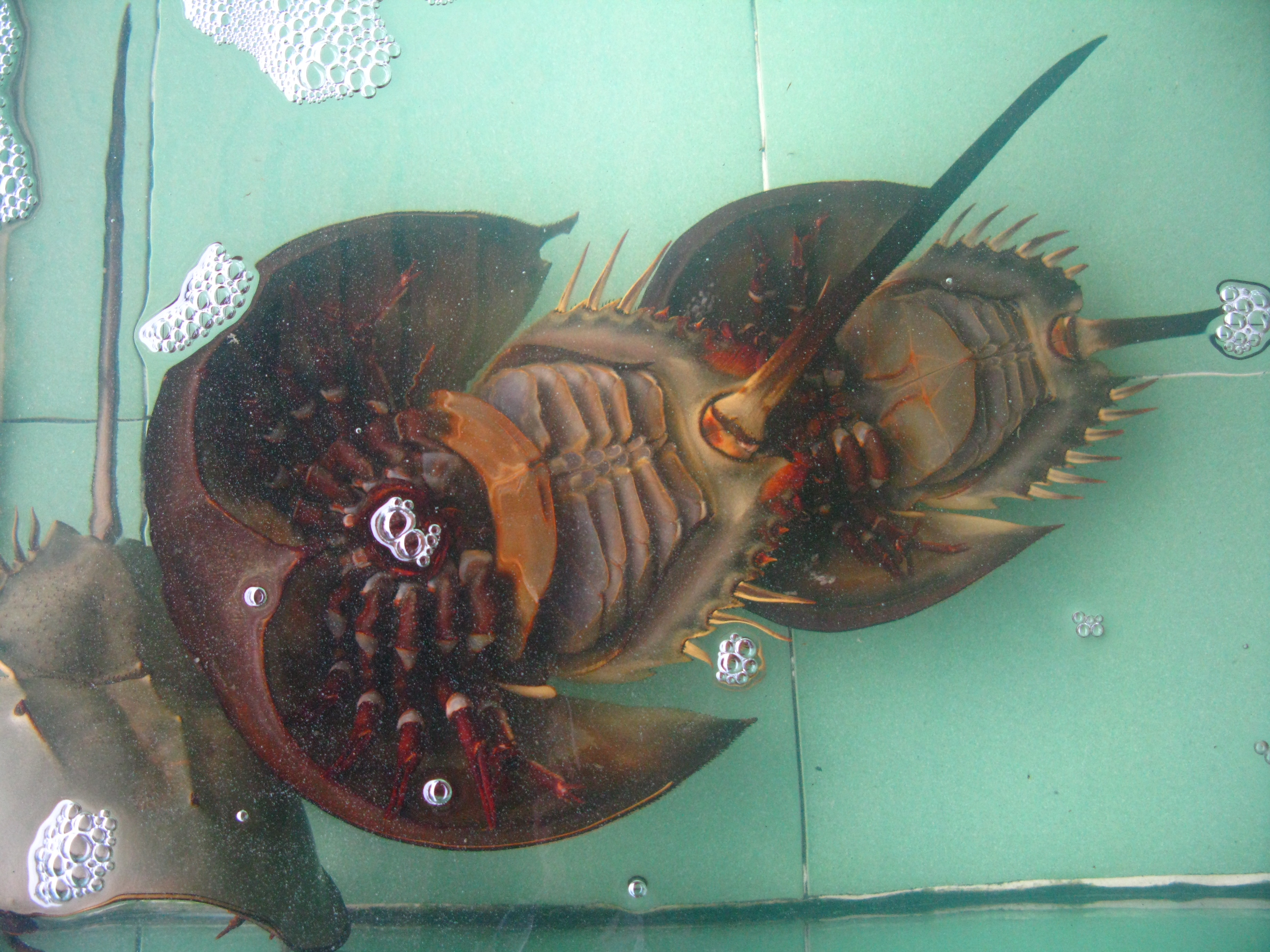
Parte inferior de dos cangrejos herradura, donde se aprecian las patas y las branquias en libro

Todo su cuerpo está protegido por un caparazón externo duro. Tienen dos ojos compuestos laterales, cada uno de ellos formado por unos 1000 omatidios, además de un par de ojos medios capaces de detectar tanto la luz visible como la ultravioleta, un único ojo endoparietal y un par de ojos laterales rudimentarios en la parte superior; estos últimos se vuelven funcionales justo antes de que el embrión eclosione. También poseen un par de ojos ventrales cerca de la boca, así como un grupo de fotorreceptores en el telson. A pesar de tener una visión relativamente pobre, que solo utilizan para percibir la luz y localizar a sus parejas, estos artrópodos tienen los bastones y conos más grandes de todos los animales conocidos, unas 100 veces el tamaño de los humanos, y sus ojos son un millón de veces más sensibles a la luz por la noche que por el día. Utilizan sus quelíceros —un par de pequeños apéndices— para llevar el alimento a la boca. Los siguientes cinco pares de apéndices, los primeros de los cuales son los pedipalpos, se utilizan para la locomoción. La boca está situada en el centro de las patas, las coxas poseen unas expansiones denominadas gnatobases que tienen la misma función que las mandíbulas y ayudan a triturar el alimento. En las especies actuales sus apéndices son unidireccionales, pero el género fósil Dibasterium tenía cuatro pares de patas motrices ramificadas. Los pedipalpos de los machos cambian de forma en su muda terminal, convirtiéndose en pinzas en forma de guante de boxeo que se utilizan para sujetar a la hembra durante el apareamiento. El último par de patas, tanto del macho como de la hembra, son las patas principales, que utilizan para impulsarse cuando caminan por el fondo del océano; los pares de restantes tienen una pequeña garra en la punta. Si pierden las patas o el telson (cola) pueden regenerarse lentamente y las grietas en el caparazón del cuerpo pueden curarse.
Detrás de las patas tienen branquias en libro, que intercambian gases respiratorios y, en ocasiones, también se utilizan para nadar. Al igual que otros artrópodos, carecen de un verdadero endoesqueleto, pero su cuerpo tiene una estructura endoesquelética formada por placas cartilaginosas que albergan las branquias en libro. Los cangrejos herradura nadan normalmente boca abajo, inclinados unos 30° respecto a la horizontal y moviéndose a unos 10-15 cm/s.
Viven en aguas marinas y salobres y se alimentan principalmente de gusanos marinos, crustáceos y moluscos. Las hembras son un 20-30 % más grandes que los machos. La especie de menor tamaño es Carcinoscorpius rotundicauda y la mayor Tachypleus tridentatus. En promedio, los machos de C. rotundicauda miden unos 30 cm de longitud, incluyendo la cola (telson) que mide unos 15 cm, y su caparazón (prosoma) tiene unos 15 cm de ancho. Algunas poblaciones del sur de L. polyphemus (en la península de Yucatán) son algo más pequeñas, pero por generalmente esta especie es más grande. En la especie de mayor tamaño, T. tridentatus, las hembras pueden alcanzar hasta 79,5 cm de longitud, incluida la cola, y hasta 4 kg de peso; esto supone solo unos 10-20 cm más de longitud que las hembras de mayor tamaño de L. polyphemus y Tachypleus gigas, pero aproximadamente el doble de peso. Los jóvenes crecen aproximadamente un 33 % con cada muda hasta alcanzar el tamaño adulto.

## Reproducción

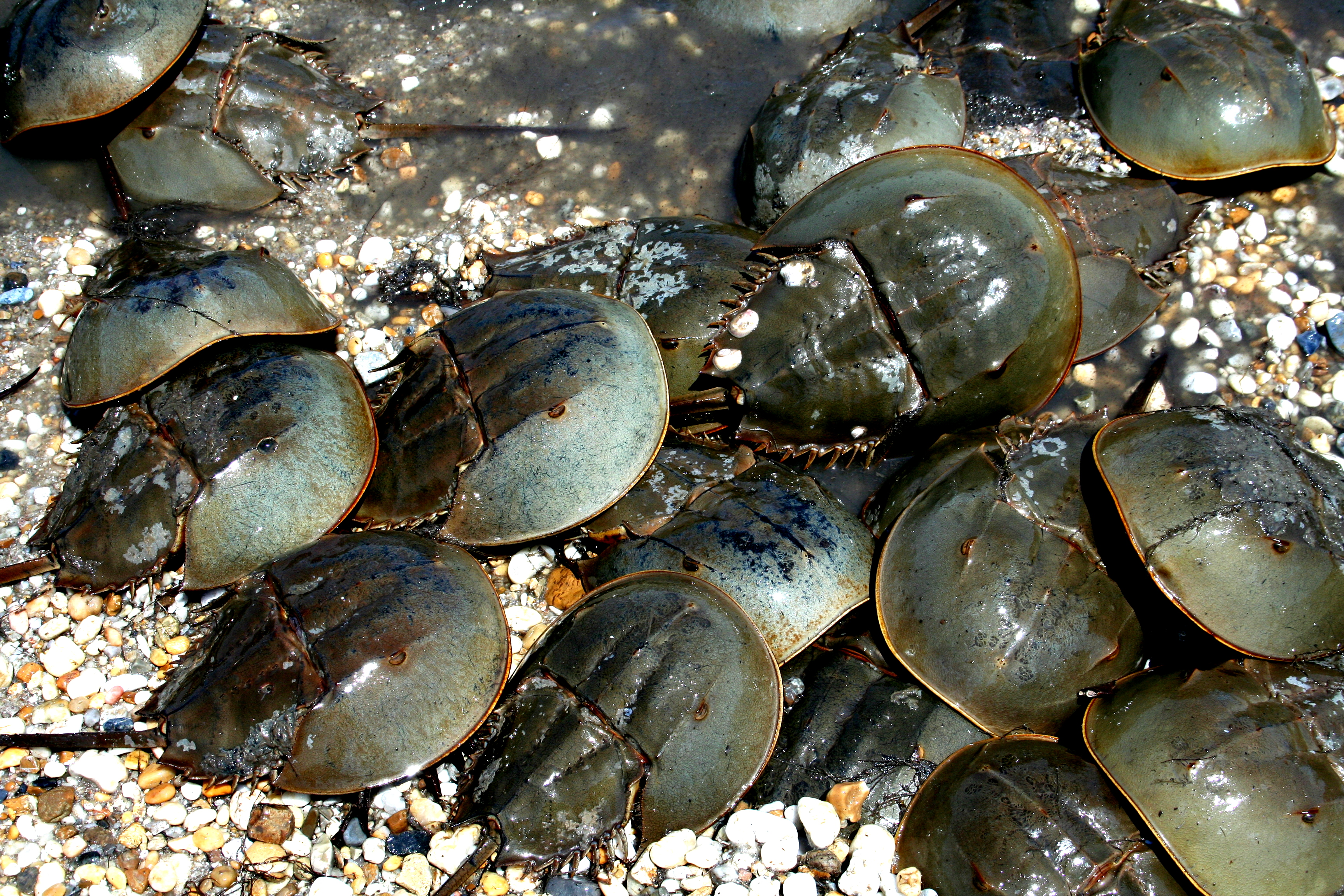
Cangrejos herradura apareándose

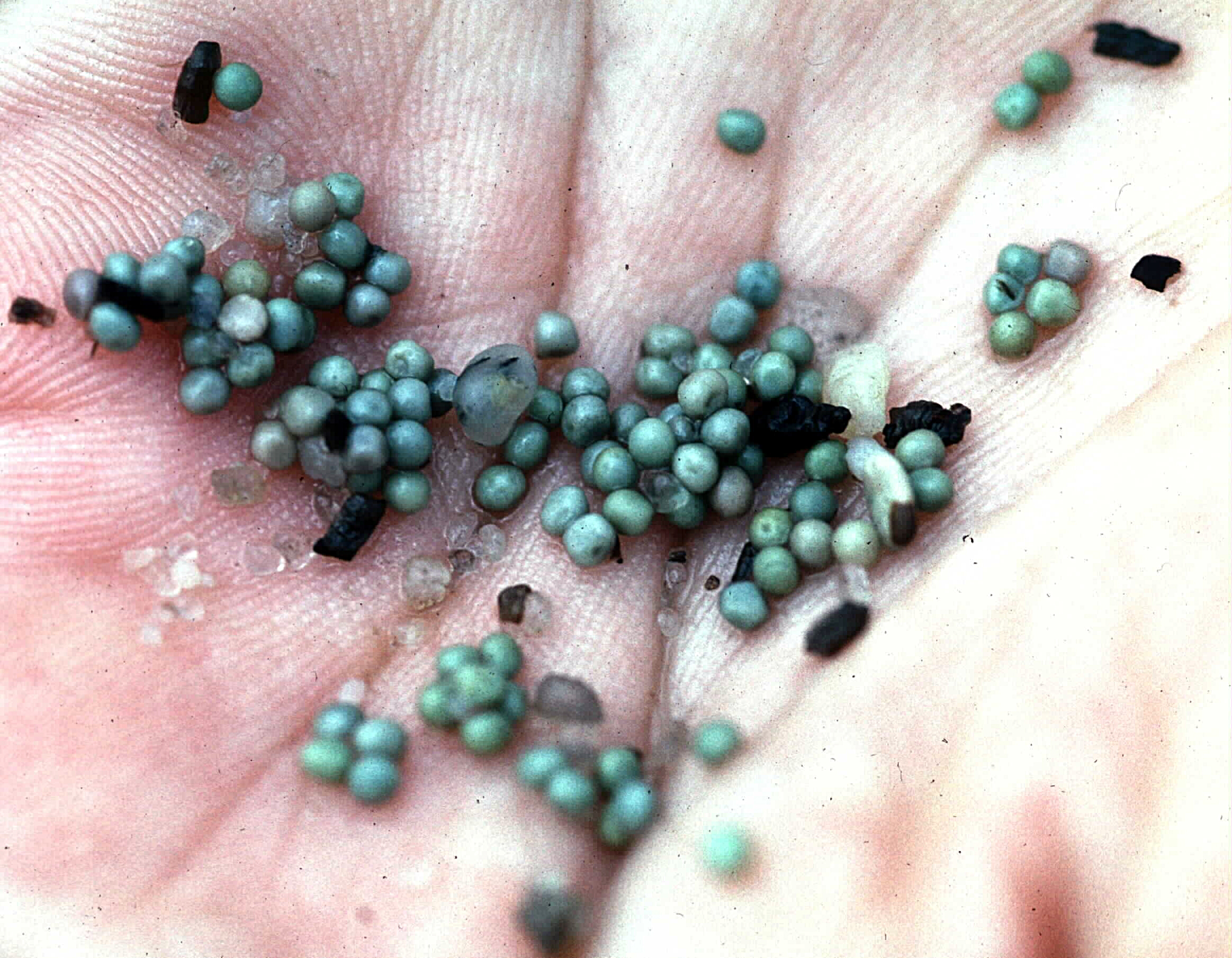
Huevos

Durante la época de reproducción se desplazan a aguas costeras poco profundas. El macho se aferra a la espalda de la hembra —que es de mayor tamaño— mediante unas pinzas delanteras especializadas y fecunda los huevos a medida que se depositan en la arena. Otros machos, que no están unidos a la hembra, pueden rodear a la pareja y tener cierto éxito en la fertilización de los huevos. Las hembras jóvenes pueden identificarse por la ausencia de cicatrices de apareamiento. La hembra puede poner entre 60 000 y 120 000 huevos en lotes de unos pocos miles cada vez. En Limulus polyphemus los huevos tardan unas dos semanas en eclosionar; las aves costeras se comen muchos de ellos antes de que nazcan. Las larvas mudan seis veces durante el primer año y anualmente después de los primeros tres o cuatro años.
Se ha comprobado que la reproducción natural en cautividad es difícil. Algunas pruebas indican que el apareamiento solo tiene lugar en contacto con la arena o el barro en el que nacieron los huevos del cangrejo herradura. No se sabe con certeza qué hay en la arena que los cangrejos puedan percibir o cómo lo perciben. La inseminación artificial y el desove inducido se han llevado a cabo a una escala relativamente grande en cautividad y los huevos y juveniles capturados en la naturaleza suelen criarse hasta la edad adulta en cautividad.

## Amenazas
Entre las amenazas para su conservación están la destrucción de su hábitat y la sobreexplotación. Las urbanizaciones situadas en las playas dificultan su reproducción y los diques de contención también pueden bloquear el acceso a las zonas de desove intermareal. Limulus polyphemus está catalogado como especie vulnerable en la Lista Roja de la UICN.
Los cangrejos herradura utilizan hemocianina para transportar el oxígeno a través de su sangre (hemolinfa); debido al contenido de cobre de esta proteína, su sangre es de color azul. Debido a su estilo de vida los cangrejos herradura se exponen a grandes concentraciones de bacterias, lo que supone un riesgo de contraer infecciones y por ello han desarrollado un mecanismo de defensa denominado lisado de amebocitos de Limulus (LAL) que provoca la coagulación de las bacterias con endotoxinas que lleguen a su hemolinfa, desempeñando un papel similar al de los glóbulos blancos de los vertebrados en la defensa del organismo contra los patógenos. Los amebocitos de la sangre de L. polyphemus se utilizan con fines médicos para la realización de test de detección de endotoxinas bacterianas, por lo que existe una gran demanda de su sangre, cuya extracción implica la captura y el sangrado de los animales y su posterior devolución al mar. Aunque muchos cangrejos sobreviven al proceso, se da un porcentaje de mortalidad relacionado tanto con la cantidad de sangre extraída de un ejemplar como con el estrés experimentado durante la manipulación y el transporte; se estima que las tasas de mortalidad tras la extracción de sangre varían entre el 3-15 % y el 10-30 %. Cada año se extraen unos 500 000 Limulus con este propósito. La extracción de sangre también puede impedir que las hembras puedan desovar o disminuir el número de huevos de la puesta. Según la industria biomédica se extrae hasta el 30 % de la sangre de un ejemplar y pasan entre uno y tres días fuera del océano antes de ser devueltos; mientras las branquias se mantengan húmedas, pueden sobrevivir en tierra durante cuatro días. Algunas organizaciones sospechan que la captura de cangrejos es superior a la declarada y que ciertas empresas en lugar de devolverlos al océano los venden como cebo para la pesca.
Desde la década de 1850 hasta la de 1920 se capturaron anualmente unos dos millones de cangrejos herradura para abono y alimentación del ganado, aunque las capturas disminuyeron a lo largo de los años 1950 y cesaron en la década de 1960. Actualmente se utilizan como cebo para pescar anguilas (sobre todo en Estados Unidos), siluros y caracolas. Solo en la costa atlántica de Estados Unidos en 2018 se capturaron más de seiscientos mil de cangrejos como cebo. En 2008 se prohibió indefinidamente la pesca del cangrejo de herradura en Nueva Jersey, con una moratoria de la captura para proteger al correlimos rojo, un ave costera migratoria que se alimenta de los huevos del cangrejo. En Delaware se limitó la moratoria a los cangrejos macho y en Carolina del Sur está en vigor una moratoria permanente.
Los cangrejos herradura no tienen partes carnosas y no se utilizan como alimento, pero sus huevos, aunque si no se extraen y preparan adecuadamente pueden resultar tóxicos, se consumen en algunas partes del sudeste asiático, como Tailandia o Malasia.